# シュファクス
- シファックス

シュファクス（Syphax、? - 紀元前203/2年）は、ヌミディアの西王国マサエシュリの王。シファチェともいう。
シュファクスが即位した当初、ヌミディアはローマと同盟を結んでいたが、第二次ポエニ戦争が始まると、妻のソフォニスバの進言によってカルタゴと手を組んだ。ソフォニスバはカルタゴの将軍ハスドルバル・ギスコの娘である。
ローマ軍の司令官大スキピオがアフリカに上陸すると、ヌミディア・カルタゴの同盟軍は大敗し、シュファクスは捕虜となった。ローマ軍はヌミディアを制圧し、ローマの後見を得たヌミディア東王国マッシュリの王マシニッサが全ヌミディアの王となった。大スキピオは、捕らえたシュファクスをローマに送り、彼は紀元前203年あるいは紀元前202年にローマで死んだ。
チュニジアの都市スファックス（Sfax）は、彼の名前が由来である。